# El Gara
El Gara (in arabo الكارة‎?, al-Kāra) è una città del Marocco, nella provincia di Settat, nella regione di Casablanca-Settat.
La città è anche conosciuta come al-Kārah, El-Guara, Boucheron.